# Disney Friends for Change
Disney Friends For Change: Project Green ist eine Umweltschutzinitiative der Walt Disney Company. Bei Friends For Change engagieren sich Disney Stars für die Umwelt und zeigen ihren Fans, wie einfach es sein kann, sich für unseren Planeten einzusetzen. Internationale Friends-for-Change-Botschafterin ist Selena Gomez, deutscher Botschafter Konstantin Rethwisch, Sänger der Band Stanfour.

## Das Projekt
Bei dem Projekt Disney Friends for Change geht es darum, Kinder und Jugendliche für das Thema Umweltschutz zu sensibilisieren und ihnen zu zeigen, wie sie die Umwelt mit kleinen Verhaltensänderungen schützen können. Die Teilnehmer konnten unter www.disney.de/friendsforchange Versprechen abgeben, wie sie ihr alltägliches Verhalten in Zukunft ändern möchten, z. B. dass sie den Müll trennen oder das Licht beim Verlassen des Raumes ausschalten.
Als Teil der Initiative hat man unter anderem die Möglichkeit darüber abzustimmen, wie Disney eine Million US-Dollar an Umweltprojekte in aller Welt verteilen soll.
In den Vereinigten Staaten startete Friends for Change erfolgreich im Sommer 2009, in Deutschland Ende Oktober 2010. 2009 erschien mit Send It On eine Single unter der Mitwirkung von den Jonas Brothers, Miley Cyrus, Selena Gomez und Demi Lovato. Ein Jahr später taten sich Joe Jonas von den Jonas Brothers und Demi Lovato erneut für das Projekt zusammen und veröffentlichten die gemeinsame Single Make a Wave.

## Spenden
Disney spendet alle drei Monate 250.000 US-Dollar an verschiedene Umweltschutzorganisationen. Die Teilnehmer bei Friends For Change stimmen darüber ab, wie das Geld über die Organisationen verteilt werden soll. Bisher wurden die Bat Conservation International mit 100.000 US-Dollar unterstützt, der International Fund for Animal Welfare und das Jane Goodall Institute mit je 50.000 US-Dollar. The Nature Conservancy und Fauna and Flora International erhielten je 25.000 US-Dollar.